# Étourneau de Bourbon
Fregilupus varius
Genre
Espèce
Statut de conservation UICN

 EX  : Éteint
L'Étourneau de Bourbon (Fregilupus varius) est une espèce aujourd'hui disparue de passereaux autrefois endémique de l'île de La Réunion. Le Muséum d'histoire naturelle de la Réunion l'appelle aussi Huppe de Bourbon.

## Description

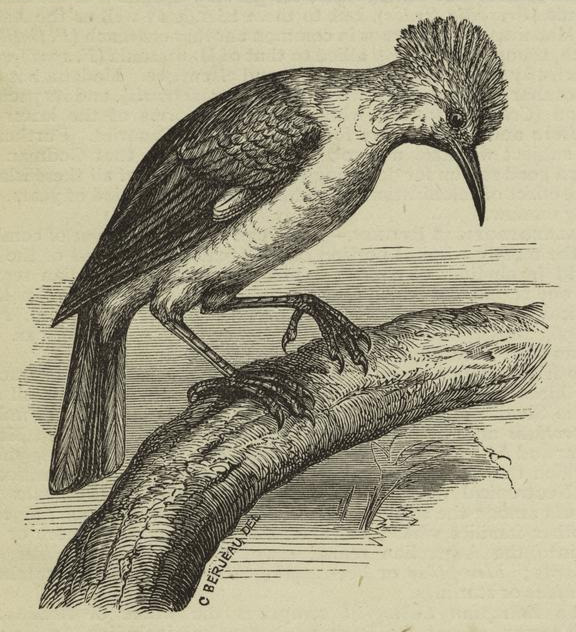
Une représentation de l'étourneau de Bourbon par Berjeau.

La morphologie de cette espèce est bien connue grâce aux descriptions des naturalistes et aux spécimens conservés. La Huppe de Bourbon mesurait de 30 à 40 cm de long pour une envergure de 30 cm environ. Ces mensurations font d'elle la plus grande des trois espèces d'étourneau endémiques des Mascareignes. Son dos, ses ailes et sa queue sont brun cendré. Le bec et les jambes sont jaune citron, avec des griffes jaune brun. Cet oiseau se caractérise par sa huppe blanche au sommet du crâne.
Il semble avoir existé un dimorphisme sexuel prononcé chez la Huppe de Bourbon. Trois spécimens conservés ont été identifiés avec certitude comme étant des mâles. Le mâle se caractérise par une taille plus importante, un bec plus long et surtout une crête plus proéminentes. En 1911, Eugène Jacob de Cordemoy, résident de la Réunion, a rappelé ses observations de l'oiseau environ 50 ans auparavant, suggérant que seuls les mâles avaient une crête blanche, mais cela semble incorrect. Une femelle présumée conservée à Paris semble avoir une crête plus petite et un bec plus petit et moins incurvé. Les juvéniles semblent avoir eu une crête plus petite et de couleur brune au lieu du gris cendré des adultes.

## Comportement et écologie

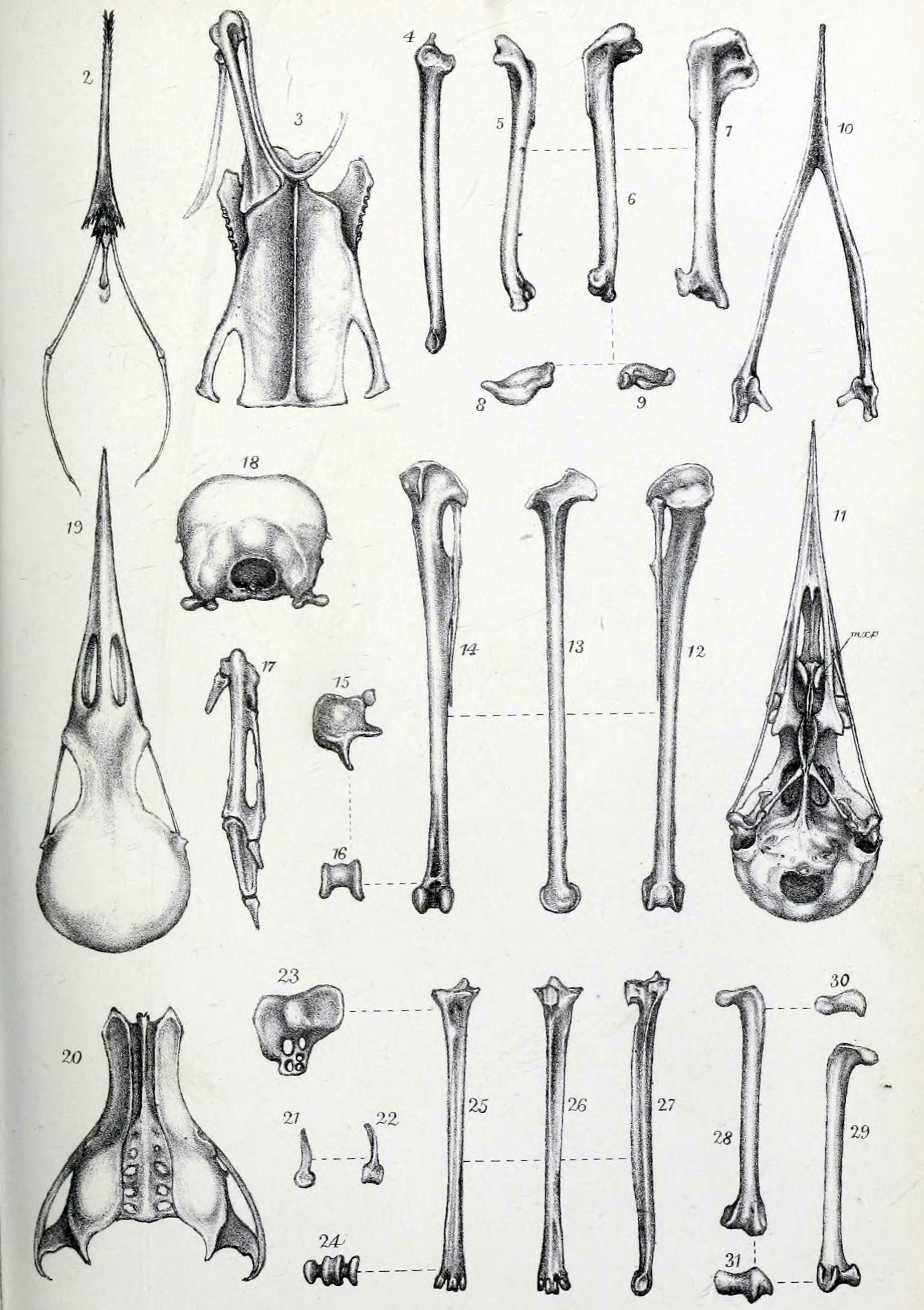
Ossement d'étourneau de Bourbon

Le comportement de cet oiseau est peu connu. Selon un récit de 1807 de François Levaillant, il était très abondant à Bourbon, habitant en groupe des zones humides et des marécages. 
Comme la plupart des étourneaux, la Huppe de Bourbon était omnivore, se nourrissant de fruits, de graines et d'insectes. Sa langue longue et mince peut avoir été capable de se déplacer rapidement, utile pour se nourrir de fruits, de nectar, de pollen et d'invertébrés. Ses éléments pelviens étaient robustes et ses pieds et griffes grands, indiquant qu'il fouillait le sol. Son crâne est comparable à celui des autres huppes et il peut avoir, de manière similaire, sondé et ouvert des trous dans le substrat en insérant et en ouvrant son bec.
Philippe Guéneau de Montbeillard a rapporté que le contenu stomacal d'un spécimen disséqué était composé de graines et de baies de Pseudobuxus (probablement Eugenia buxifolia, un buisson à baies douces). Il a noté que l'oiseau pesait 110 g et était plus gros autour des mois de juin et juillet. Plusieurs récits suggèrent que l'étourneau de Bourbon demeurait sur l'île de la Réunion, en passant six mois dans les plaines et six mois dans les montagnes. La nourriture peut avoir été plus facile à obtenir dans les plaines en hiver et les oiseaux nichant dans les forêts de montagne pendant l'été. L'étourneau de Bourbon a probablement niché dans les cavités des arbres. Son chant a été décrit comme un « sifflement lumineux et gai » et composé de « notes claires », indiquant une similarité avec le chant d'autres étourneaux.

## Extinction
Le dernier spécimen aurait été abattu en 1837. L'espèce se serait par la suite éteinte entre 1850 et 1870, ce qui en fait l'une des dernières à avoir subi ce sort à la Réunion avec le mascarin de la Réunion. L'extinction en question serait due à la conjonction de nombreux facteurs, parmi lesquels :
- L'introduction dans l'île d'une maladie.
- L'introduction des rats.
- L'introduction d'espèces concurrentes
- La multiplication des feux de forêts.
- La déforestation consécutive à l'abolition de l'esclavage, en 1848.

L'étourneau de Bourbon a été introduit accidentellement à l'île Maurice en 1835. Il n'y a pas survécu.

## Informations complémentaires
De nos jours 19 spécimens sont conservés naturalisés dans les collections de musées européens. En France, le Musée d'Histoire Naturelle de Troyes en possède quatre, deux autres se trouvent à Paris et un à la Réunion. Un Étourneau de Bourbon est également conservé dans la collection ornithologique du Musée d'Histoire Naturelle de l'Université de Pise en Italie. Le Centre de biodiversité Naturalis de Leyde aux Pays-Bas possède aussi un exemplaire. 

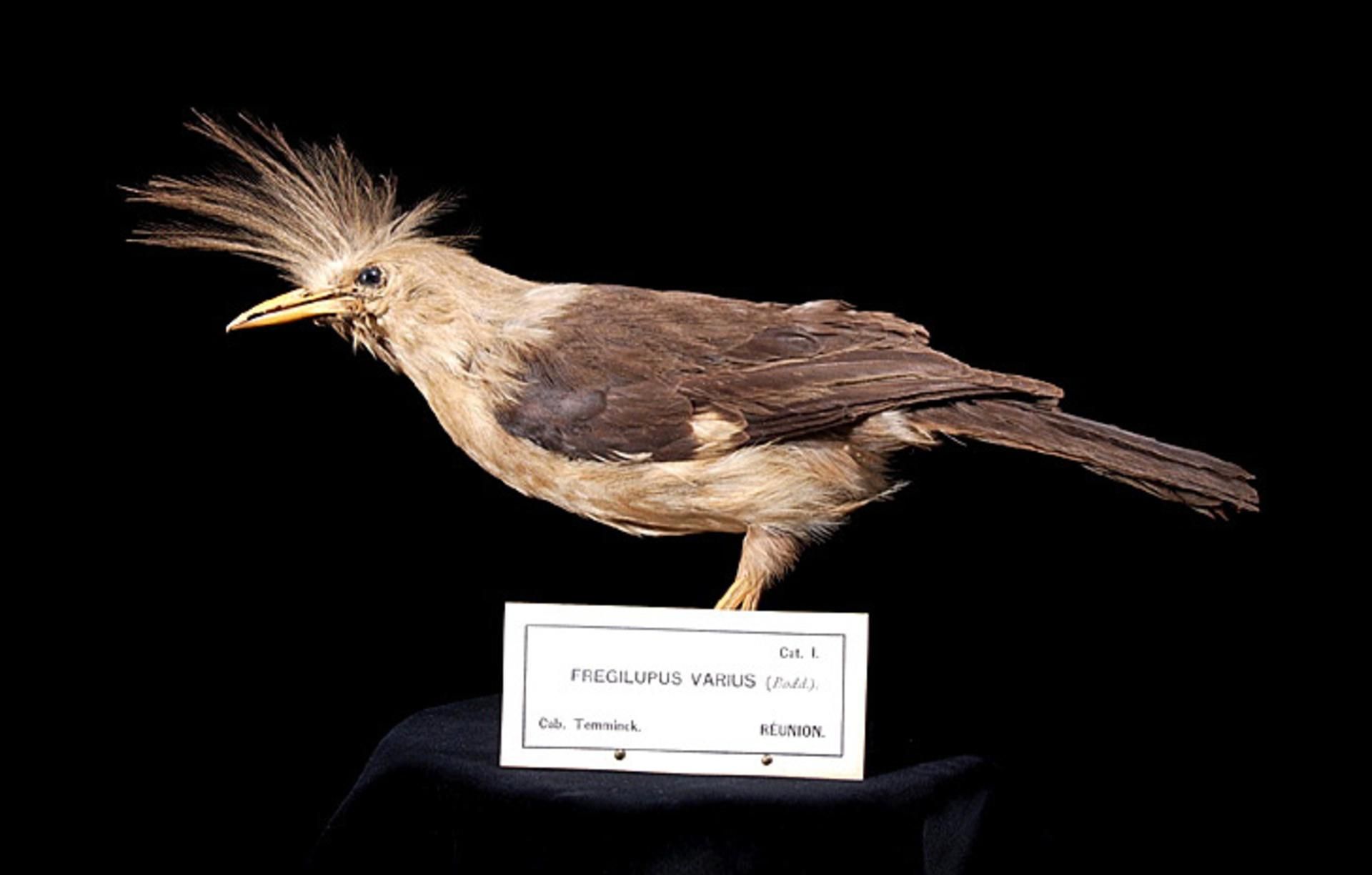
Étourneau de Bourbon conservé au Centre de Biodiversité Naturalis de Leyde